# Barrage de Guri
Le barrage de Guri (officiellement : Centrale hydroélectrique Simón Bolívar de Guri, anciennement, Centrale hydroélectrique Raúl Leoni) est, par la puissance électrique installée, le 5e plus grand barrage du monde. Il est situé au Venezuela dans l'État de Bolívar sur la rivière Caroní, environ 100 km en amont de la confluence avec l'Orénoque. 

## Histoire
Sa construction a commencé en 1963. Une première étape, achevée en 1978, a permis d'atteindre une puissance installée de 2 065 MW (en dix unités de production, niveau du barrage à 215 m au-dessus du niveau de la mer), puis une seconde étape, achevée en 1986, a vu l'ajout de dix turbines de 630 MW et l'altitude du barrage passer à 272 m.
En mars 2019, une panne d’électricité conduit à la paralysie générale du pays. La panne a pour origine le barrage de Guri qui fournit 80 % de l'électricité consommée au Venezuela,.

## Description
D'une longueur de 1 304 mètres et d'une hauteur de 162 m, le barrage retient le lac Guri qui atteint une superficie de 4 250 km2.
La centrale électrique, gérée par la société Electrificación del Caroní (EDELCA), a une puissance d'environ 10 200 mégawatts et produit annuellement environ 40 TWh, ce qui représente de 38 à 70 % de la production nationale en électricité, selon les sources,. Une partie de la production est exportée en Colombie et au Brésil.